# خانه‌های کاوالری
خانه های کاوالری مجموعه ای از ساختمانهایی هستند که بین سالهای ۱۷۵۲ تا ۱۷۵۳ در پوشکین، سن پترزبورگ ساخته شده اند. این بناها هم‌اکنون به عنوان میراث فرهنگی ثبت شده‌اند. 

## تاریخ
خانه های کاوالری به عنوان بخشی از پروژه برای ساخت خانه هایی ساخته شده اند که محل آن را از منطقه اطراف کاخ متمایز می کنند. در سال ۱۷۴۸، امپراتور الیزابت دستور ساخت چهار خانه سنگی و یک خانه چوبی را برای مباشر و سوارکاران داد . این پروژه به معمار ساوا ایوانویچ چواکینسکی واگذار شد. چواکینسکی خانه ها را به سبک باروک با یک اشکوب و یک نیم‌طبقه ساخت. در سال ۱۷۸۴، ساختمانها توسط معمار ایلیا واسیلیویچ نیلوف گسترش یافت. خانه ها بعداً به سبکهای مختلف بازسازی شدند. از بین این گروه، خانه های شماره ۱۰ و ۱۲ با دقت بیشتری حفظ شده اند.

## معماری
خانه های کاوالری به سبک ساخته شده اند که نمونه ای از خانه های اطراف شهر سن پترزبورگ در اواسط قرن ۱۸ است. این خانه ها پس از سکونت های امپراتوری طراحی شده اند. یکی از مشخصه های برجسته تیغه های شفاف، که گوشه ها و قسمت های مرکزی نمای خانه ها را برجسته می کند. قاب های پنجره قفل تزئینی، پنجره ها را در هر دو طبقه تزئین می کنند، و کفها با پروفایل پهنی از هم جدا می شوند.